# Ronald Lacey
Ronald William Lacey, född 28 september 1935 i Harrow i London, död 15 maj 1991 i London, var en brittisk skådespelare.
Han hade ett speciellt ansikte som gjorde att han ofta fick spela bisarra eller onda rollfigurer. Han medverkade i drygt 40 brittiska och amerikanska filmer från 1960 till 1991. Ronald Lacey var gift två gånger och hade två barn i första giftet och ett i andra giftet. Han avled 1991 av leversvikt.